# 板取街道

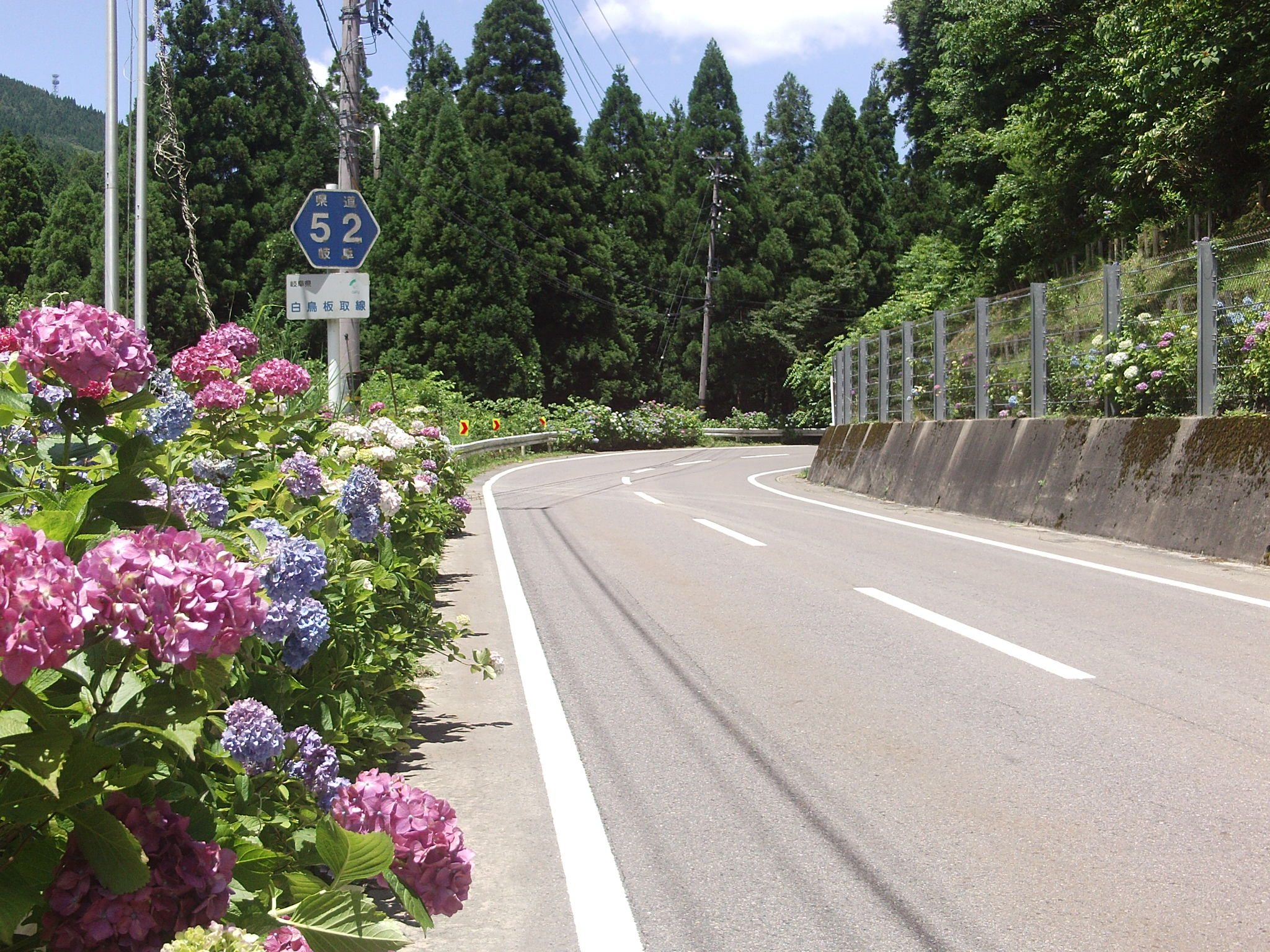
あじさいロード。旧板取村を南北に通るメーンロード。

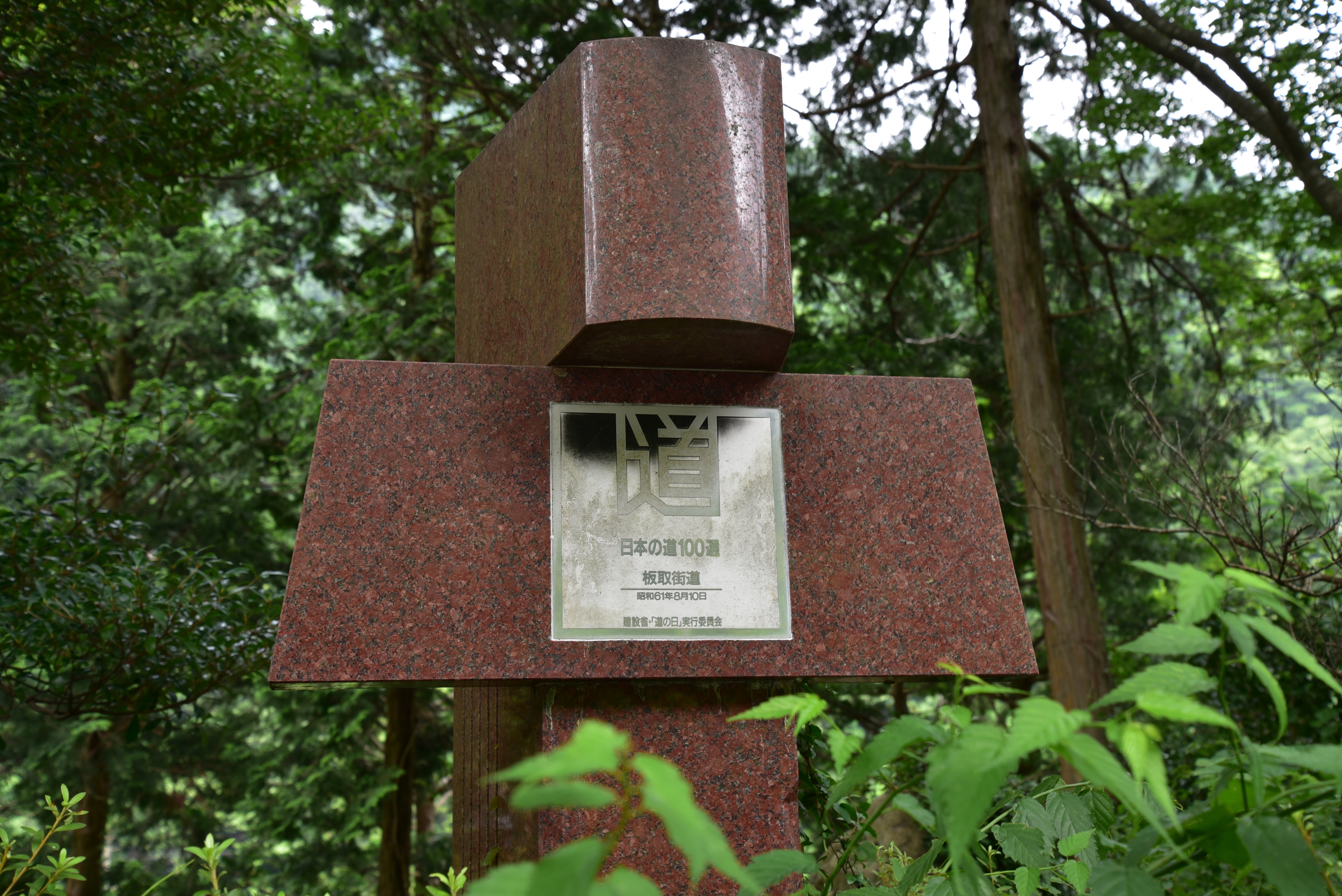
日本の道百選。フラワーロード（板取街道）顕彰碑

板取街道（いたどりかいどう）は、岐阜県関市板取の板取川に沿った峠道である国道256号と岐阜県道52号白鳥板取線（板取白谷〜板取三洞までの23.5km）の名称である。街道沿いには約7万本のアジサイが植えられていることから別名「アジサイロード」とも呼ばれている。1986年に「日本の道100選」に選ばれた。

## 路線状況
沿道には、サクラ、ツツジ、アジサイ、サルスベリ、サザンカ、カンツバキなど四季を通して咲く花木があり、これらは老人クラブなど地元の板取地区の人々によって植えられたものである。中でも、アジサイの咲く6月には街道沿いはもちろん板取地区内が淡いブルーやピンクのアジサイで埋め尽くされ、街道沿いでは車で訪れた人々が車から降り散歩をしながら花を観賞している。板取街道は「アジサイロード」として知られており、鑑賞を目当てに県内外からの来訪者は年々増加している。

## アジサイロードの歴史
街道沿いのアジサイ群は植樹により生まれたもので、関市に吸収合併される以前の板取村からの取り組みにより現在に至る。この取り組みは、旧・板取村をあげて岐阜県のフラワーロード事業の一環として1976年に始められたもので、「梅雨のうっとうしい時期に花を見て心を豊かにしよう」と当時の村長により発案された。同村では、「拓こう花の輪基金条例」を制定し、美しい景観保全と環境整備を促進するため、この条例に基づきフラワーロードづくりが進められた。植樹として「アジサイ」が選ばれたのは、梅雨に花が咲く、挿し木によって増やすのが容易、冬の寒さに強いなどの条件によるものである。村内では街道沿いだけでなく村全体の景観整備を進めるために、地元の老人クラブや役場の職員などによって年間約4千本のペースで植樹を進めていて最終的には100万本を目標にしている。優れた環境のもと、多くの人々に親しまれた美しい景観を持つ道路として、1986年（昭和61年）8月10日の道の日に、旧建設省と「道の日」実行委員会により制定された、「日本の道100選」の一つに選定されている。

## 沿線
街道沿いには、戦国時代を伝える史跡や川浦渓谷（かおれけいこく）などいくつもの名勝がある。また、キャンプ場や渓流釣りなどなどの自然観光資源を生かした施設が数多くあり、この地区の来訪者は年間約40万人にも上る。
- 板取川温泉
- 川浦渓谷
- 21世紀の森あじさい園 ： 6月下旬に開催される「あじさいまつり」のメイン会場。
- 花の駅の白谷あじさい園
- 一里保木あじさい園
- 四季の森
- モネの池

## その他
- 6月のアジサイの咲く時期には、岩ツツジも清流板取川の岩場に真っ赤な花を咲かせている。